# جلاد لاغر
جلاد لاغر (به انگلیسی: The Thin Executioner)، کتابی نوشته دارن شان است. کتاب جلاد لاغر در ماه می‌سال ۲۰۱۰ در کشور انگلستان و در ماه آگوست سال ۲۰۱۰ در کشور ایالات متحده آمریکا انتشار یافته‌است. این کتاب داستان زیبا و متفاوتی را روایت می‌کند و خود نویسنده این کتاب را بهترین کتابش می‌داند. انعطاف‌پذیری که دارن شان در این کتاب از خود نشان داده و توجهی که علی‌رغم کج بینی‌های معمولش به برخی ارزش‌های انسانی روا داشته، این اثر را از مجموعه آثار قبلی او متمایز می‌سازد. این کتاب با الهام از «ماجراهای هاکلبری فین» نوشته شده‌است.

## خلاصه داستان
آمد مادرش مرد. در شهر وادی مردم را به هر جرمی مانند دزدی می‌کشتند. از نظر ساکنان وادی حاکم شهر مقام اول شهر را داشت و بعد از آن جلاد بالاترین مقام را داشت. اهالی وادی به جنگجویان احترام زیادی می‌گذاشتند. جبیل دوست داشت به جای پدرش جلاد بشود ولی دو برادر او جیان و جیال بزرگتر و تنومندتر از او بودند باعث می‌شد پدرش وقت کمتری را برای او بگذارد. پدرش روزی برای مردم شهر سخنرانی کرد و خود را باز نشسته اعلام کرد و گفت جیان و جیال لایق جلاد شدن هستند. سال بعد برای انتخاب جلاد مسابقه‌ای برگزار می‌شود. او در جمله خود حرفی از جبیل نزد و این کار، او را بسیار رنجاند. از نظر او دیبوتی الگی زیباترین دختر وادی است. دیبوتی خدمتکاری به نام باستینا داشت. جبیل از دیبوتی می‌خواهد که به پدرش- حاکم شهر- بگوید که به توبیقات برود. حاکم شهر نیز او را قبول می‌کند ونمادی برای او خالکوبی می‌کند که معلوم شود او به توبیقات می‌رود. گاهی اوقات افراد جنگ جو به توبیقات، نزد خدای سیبادان با رعایت قوانین به سفر سختی می‌رفتند و با لاغر بودن جبیل هیچ‌کس امیدی به موفقیت او نداشت. او باید فردی را با خود به سفر می‌برد و او را قربانی می‌کرد. او تل سانی برده را انتخاب می‌کند و به او تعهد می‌کند که اگر در سفر به او وفا دار باشد خانواده اش را از بردگی آزاد می‌کند و تل سانی هم قبول می‌کند

### فصل ۷ تا ۱۱
او به سمت شمال حرکت کرد و به علت سفر مقدسش مورد استقبال بسیاری قرار گرفت او به برده‌ها اعتماد نداشت و به شدت به آن‌ها زور می‌گفت؛ ولی تل سانی بردهٔ خوبی بود و به اولین شهر بزرگی که رسیدند شیاط نام داشت. این شهر بسیار کثیف بود. جبیل و تل سانی به یکی از مهمان خانه‌های شهر رفتند و در آنجا ساکن شدند. در آنجا با دو نفر به نام استاد بوش و بلر آشنا شدند. آن‌ها گفتند تاجرند و بسیار سفر می‌کنند. بوش و بلر به همراه آن‌ها از شهر خارج شدند ولی جبیل اعلام کرد که سفرش نباید از طریق در یا باشد وناچار این دو دوست را ترک کرد. جبیل به وجود خدایان اعتقاد داشت ولی تل سانی به وجود خدای واحد اعتقاد داشت. جبیل ادعاهای او را قبول نکرد.

### فصل ۱۲ و ۱۳
آن‌ها از زمین‌های باتلاقی نیکلا می‌گذرند. عبور از این زمین‌ها بسیار سخت و خطرناک است. زیرا هر لحظه ممکن است در باتلاقی فرو بروند. درآنجا حیواناتی مانند پشه، مار و تمساح فراوان است.. آن‌ها در زمین‌های باتلاقی با روستایی به نام کتیب آشنا شدند. مردم این روستا با حیواناتی نظیر تمساح و مار زندگی می‌کردند. اهالی روستا از آن‌ها استقبال کردند. جبیل در این سفر با اعتقادات عجیب روستایی‌ها آشنا شد. بعد از عبور از زمین‌های باتلاقی آن‌ها به هیسا رسیدند.. جبیل فهمید که مردم شهر جایی به نام زندان دارند و فقط به جرم قتل کسی را می‌کشند. به نظر او این کار مسخره بود.

### فصل ۱۴ تا ۱۷
آن‌ها عازم ابیسیک شدند. به‌طور معمول افراد ابیسیک با مسافران میانه خوبی نداشتند. برای رسیدن به آنجا باید از تنگ عبور می‌کردند که راه مخفی‌ای بود. دختری به نام هوبایرا به آن‌ها قول داد که آن‌ها را به ابیسیک ببرند و اگر مردمش قبول کردند، از آنجا عبور کند و اگر قبول نکردند، آن‌ها را بکشند! در راه تنگ هوبایرا به دست یک جانور وحشی کشته شد و آن‌ها سرش را به خواسته خود هوبایرابرای خانواده اش بردند. به علت این کار از آن‌ها استقبال شد و آن دو نفر چند روزی را در ابیسیک ماندند؛ و سپس خارج شدند

### فصل ۱۸ تا ۲۵
آن‌ها وارد شهر جدیر شدند. آن‌ها خود را تاجر معرفی کردند. زیرا اهالی این شهر مسافران را به بردگی می‌گرفتند آن‌ها دوباره با استاد بوش و بلر دیدار کردند ولی فهمیدند این دو نفر دو دروغ گو هستند زیرا تل سانی را به عنوان برده فروختند و جبیل را برده خودشان کردند و تمام پولی که او با خود به سفر برده بود را از او گرفتند. او بر خلاف میل خودش و به اجبار این دو نفر غنایم قبرها را می‌دزدید و با آن‌ها سفر می‌کرد. او از این وضع بسیار ناراضی بود و می‌خواست فرار کند. آن‌ها وارد شهر دی- زی شدند. در کمال ناباوری تل سانی را دید و با او فرار کرد ولی دستگیر شد و به جرم فرار به قتل محکوم شد؛ ولی یک نفر به نام کمسار بینت آن‌ها را خرید. او آن‌ها را با فرقهٔ ساختگی خود «بیارایی» آشنا کرد و گفت ما برای بخشیده شدن گناهان خود، خود را می‌زنیم و شکنجه می‌دهیم و در نهایت کشته می‌شویم. تل سانی فهمید که این مرد یک شیاد واقعی است. زیرا در طول سفرشان تنها کسی که او را شکنجه ندادند، کسمار بینت بود. آن دو نفر قبول نکردند که به دین او بپیوندند ولی به ناچار همراه آن‌ها راهی سفر شدند

### فصل ۲۶ تا آخر
آن‌ها به روستاهای مختلف سفر می‌کردند و آن‌ها را به دین ساختگی خودشان دعوت می‌کردند و روستایی‌ها که ذخیره غذایی آن‌ها تمام شده بود به ناچار قبول می‌کردند. آن‌ها به یک روستای کوهستانی سفر کردند؛ و چون مردمش قبول نکردند همهٔ مردم را کشتند؛ و جبیل و تل سانی را تهدید کردند که اگر به دین آن‌ها روی نیاورند آن‌ها را خواهند کشت.کاروان کسمار بینت وارد یک روستا شدند که روستایی‌ها با خفاش‌ها زندگی می‌کردند. کسمار بینت به آن‌ها گفت که آن‌ها را می‌کشد در نتیجه افراد روستا به خفاش‌ها دستور دادند که به آن‌ها حمله کنند. جبیل و تل سانی موفق به فرار شدند ولی در راه جبیل در رودی افتاد و خود را در کشتی مرگ مقابل ارباب مرگ(راکب ویداک) دید!ولی توانست او را فریب بدهد و از مرگ فرار کند!!!و با تل سانی راهی توبیقات شد. آن‌ها فکر می‌کردند که قافله کسمار بینت از بین رفته ولی در جلوی کوه با آن‌ها رو به رو شدند و جنگیدند تل سانی در آستانه مرگ بود وقتی وارد کوه شدند. خدای سیبادان از جبیل درخواستش را شنید و از او خواست که تل سانی را بکشد ولی چنین کاری نکرد. خدای سیبادان خودش را در قیافه یک زن آورد و به او قدرت شکست ناپذیری داد! جبیل به سمت خانه حرکت کرد وقتی به وادی رسید هیچ‌کس حرف او را باور نکردولی در مسابقه‌ای برای جلاد شدن، اول شد و وقتی زنی را برای او آوردند که او سرش را قطع کند به قانون روی آورد. اوگفت که من جای خودم را با او عوض می‌کنم و چون شکست ناپذیر شده بود با سه ضربه سرش جدا نشد و جان زن را نجات داد. او هر دفعه جان کسانی را که می‌خواستند بکشند را نجات داد و به باستینا پیشنهاد ازدواج داد و او قبول کرد. جبیل به حاکم شهر پیشنهاد تأسیس زندان را برای جرم‌های کم داد و حاکم نیز قبول کرد؛ بنابراین جبیل جان صدها انسان را نجات داد.